# Josko Arena
Josko Arena is een multifunctioneel stadion in Ried im Innkreis, een stad in Oostenrijk. Het stadion heette tussen 2003 en 2004 HomeLife-Arena, tussen 2004 en 2009 Fill Metallbau Stadion en tussen 2009 en 2018 Keine Sorgen Arena.
Het stadion wordt vooral gebruikt voor voetbalwedstrijden, de voetbalclub SV Ried maakt gebruik van dit stadion. Het stadion werd gebruikt op het Europees kampioenschap voetbal mannen onder 19 van 2007. Er werden 3 groepswedstrijden gespeeld.
In het stadion is plaats voor 7.680 toeschouwers. Het stadion werd geopend in 2003. Bij de bouw was architectenbureau Kaufmann + Parten betrokken.

## Interlands
| Voetbalinterland | Voetbalinterland | Voetbalinterland      | Voetbalinterland | Voetbalinterland  |
| №                | Datum            | Wedstrijd             | Uitslag          | Competitie        |
| ---------------- | ---------------- | --------------------- | ---------------- | ----------------- |
| 1                | 1 juni 2021      | Bulgarije – Slowakije | 1 – 1            | Vriendschappelijk |

Allianz Stadion (Rapid Wien) ·
CASHPOINT Arena (SCR Altach) ·
Generali Arena (Austria Wien) · 
Hofmann Personal Stadion (Blau-Weiß Linz) ·
Lavanttal-Arena (Wolfsberger AC) ·
Merkur Arena (Sturm Graz) ·
Profertil Arena (TSV Hartberg) · 
Raiffeisen Arena (LASK) ·
Reichshofstadion (Austria Lustenau) ·
Red Bull Arena (Red Bull Salzburg) ·
Tivoli Stadion Tirol (WSG Tirol) ·
Wörtherseestadion (Austria Klagenfurt)
Ernst Happelstadion (Oostenrijks nationaal team) ·
Stadion Donawitz (DSV Leoben) ·  
Franz Feketestadion (Kapfenberger SV) ·
Josko Arena (SV Ried) ·
ImmoAgenturstadion (Schwarz-Weiß Bregenz) ·
Merkur Arena (Grazer AK) ·
Motion invest Arena (Admira Wacker) ·
NV Arena (SKN Sankt Pölten) ·
Raiffeisen Arena (FC Juniors OÖ) ·
Vorwärts-Stadion (Vorwärts Steyr) · 
Gerhard Hanappistadion (Rapid Wien) ·
Lehenstadion (Austria Salzburg)